# 长s
ſ，又名長S，是小写字母s 的變體，用於字的開首或中段，而不會用來結尾。例如： ſinfulneſs 就是“sinfulness”一詞的過去寫法。

## 历史

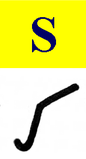
羅馬書寫體的詞中s

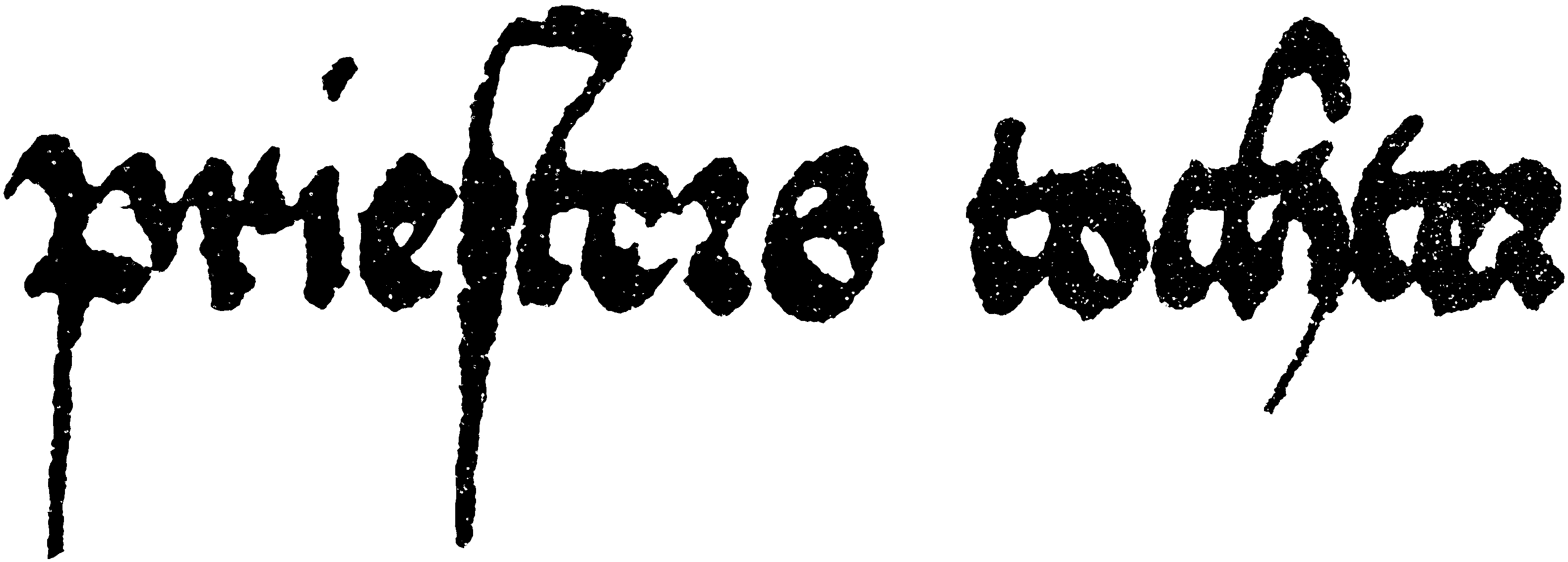
1496年德文手寫Bastarda體，在「priesters」中展示出長短s和半r

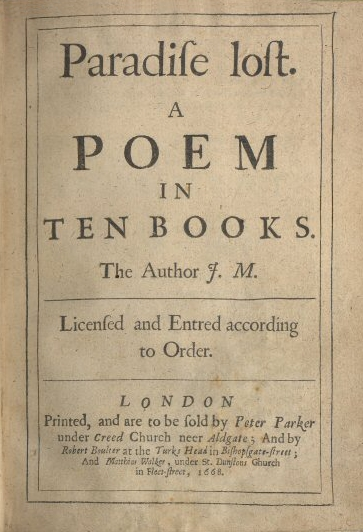
彌爾頓的失樂園扉页标题（Paradiſe loſt）上有「ſ」单字与「ſt」合字

長s來自羅馬書寫體詞中s，近八世紀末大寫小寫之分開始確立時，它發展出了一種更直的形態。在那個時代，它不時會用在詞末，而這個習慣在1465至1480年間的意大利印刷短暫恢復。總體來說，雖然長s永遠不會在詞末出現的規矩不完全正確，但例外稀有而且古舊。詞中的雙s以一個長s和一個短s書寫，如「Miſsiſsippi」（密西西比州）。在德語正字法中，長s使用規矩更複雜：複合詞中每個成份後用短s，對特別情況亦有更多規矩和習慣。
长s很容易与f混淆，尤其是在一些直体字型中（譬如Courier New字体），它们的中部有一个与f相似的横划。在斜体字中没有这个横划，有时它们下延，向左弯。这个横划实际上是一个向上指的楔子，其最宽处正好位于横划的位置，它本来向上并向右转，有点像k。过去b、h和l也有类似的楔子，但后来只有长s保留了这个楔子。
长s一般与si、ss和st用在连体字中。
19世纪末长s已经在直体和斜体字中不再使用，在大多数国家里连体字也消失了。法语的一些字型中还使用类似于长s的st的连体字。在德语中的ß本来也是一个ss的连体字。在希腊语中Σ有σ和ς两种写法，在文艺复兴时期的欧洲s也有类似希腊文的两种写法，这可能是长s的来源。

## 现代用途
积分符号{\displaystyle \int }实际上是一个长s：戈特弗里德·威廉·莱布尼茨使用拉丁语中“和”（summa）的第一个字母来表示积分是一个计算极限的和的算法。在国际音标中用长s的变体ʃ来表示英语中sh的发音。
由於長s和f的外型非常相似，所以不少人以此作為笑話的題材。最常見的笑話，是利用“suck”或“sucking”這個字來作粗口的暗示，例如：“sucking pig”。又例如，在本尼·希尔的節目裡，有一集他的歌有這麼一句歌詞：“Fad-Eyed Fal”，其實是“Sad-Eyed Sal”。
提琴等樂器的F孔也與長s相近。

## 字符编码
長S在Unicode裡有自己的編碼，其16數位值是U+017F。在HTML很多時都會用&#383;來標示長S這個字母。